# Polemonium boreale
Espèce
Classification APG III (2009)

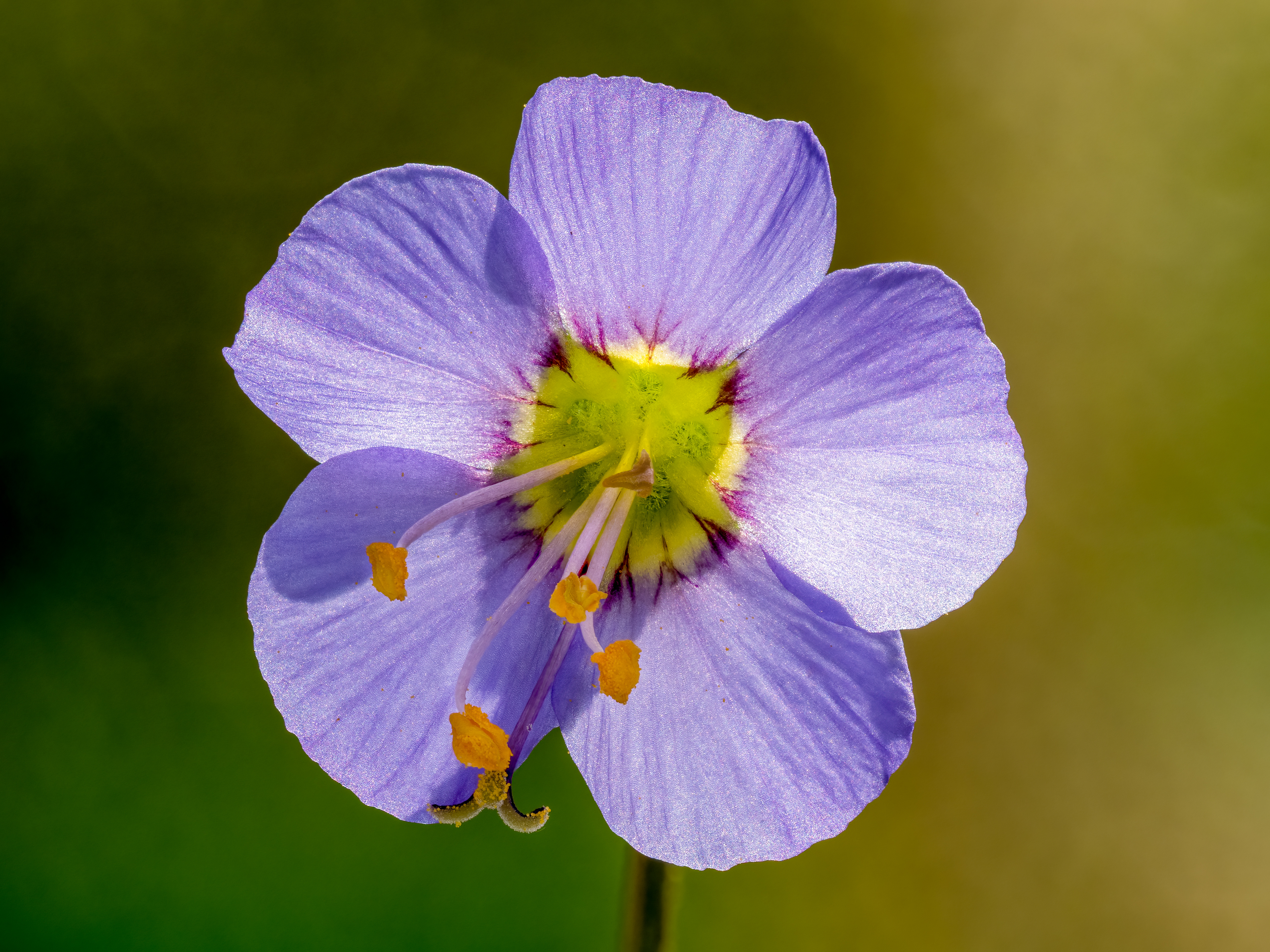
Une polemonium boreale en Juin 2022.

Polemonium boreale est une espèce de plantes à fleurs du genre Polemonium appartenant à la famille des Polemoniaceae que l'on trouve au nord de la limite forestale de l'Arctique, notamment dans la zone arctique sibérienne, au nord de la péninsule de Kola, au nord du Finnmark, à l'île de Spitzberg, dans une petite zone à l'est du Groenland,  au nord du Canada et dans certaines aires de l'Alaska.

## Description
C'est une plante vivace. Ses feuilles basales pennées, plus ou moins alternées, sont formées de 13 à 23 folioles de 12 mm. Ses tiges florifères duveteuses mesurent de 8 à 30 cm de hauteur. Ses inflorescences comportent de 3 à 7 fleurs bleues mesurant 12 mm de longueur en moyenne.
En culture, c'est une espèce naine pour les rocailles ou jardins alpins.

## Synonymes
- Polemonium boreale subsp. hyperboreum (Tolm.) Á.Löve & D.Löve
- Polemonium boreale subsp. richardsonii (Graham) Anders
- Polelmonium boreale var. villosissimun Hultén
- Polemoniu. hyperboreum Tolm.
- Polemonium pulcherrimum subsp. hyperboreum (Tolm.) Á.Löve & D.Löve